# Maciej Pospieszyński
Maciej Pospieszyński (ur. 1981) – polski pilot szybowcowy i samolotowy, trzykrotny mistrz świata akrobacji szybowcowej w kategorii Unlimited (2012, 2014, 2023).
Jest pilotem-instruktorem w Aeroklubie Warszawskim i absolwentem Akademii Obrony Narodowej w Warszawie.
W 2015 roku na Światowych Igrzyskach Lotniczych w Dubaju zdobył srebrny medal w akrobacji szybowcowej.
| Osiągnięcia w Mistrzostwach Świata | Osiągnięcia w Mistrzostwach Świata         | Osiągnięcia w Mistrzostwach Świata | Osiągnięcia w Mistrzostwach Świata | Osiągnięcia w Mistrzostwach Świata | Osiągnięcia w Mistrzostwach Świata                         |
| Rok                                | Rodzaj mistrzostw                          | Miejsce                            | Kategoria                          | Miejsce indywidualnie              | Miejsce drużynowo                                          |
| 2010                               | Mistrzostwa Europy w akrobacji szybowcowej | Jami, Finlandia                    | unlimited                          | 4                                  | 3 (Jerzy Makula-Stanisław Makula-Maciej Pospieszyński)     |
| ---------------------------------- | ------------------------------------------ | ---------------------------------- | ---------------------------------- | ---------------------------------- | ---------------------------------------------------------- |
| 2011                               | Mistrzostwa świata w akrobacji szybowcowej | Toruń, Polska                      | Unlimited                          | 6                                  | 2 (Jerzy Makula-Stanisław Makula-Maciej Pospieszyński)     |
| 2012                               | Mistrzostwa świata w akrobacji szybowcowej | Dubnica, Słowacja                  | Unlimited                          | 1                                  | ND                                                         |
| 2013                               | Mistrzostwa świata w akrobacji szybowcowej | Oripaa, Finland                    | Unlimited                          | 3                                  | 3 (Jerzy Makula-Stanislaw Makula-Maciej Pospieszyński)     |
| 2014                               | Mistrzostwa świata w akrobacji szybowcowej | Toruń, Poland                      | Unlimited                          | 1                                  | 2 (Maciej Pospieszyński, Jerzy Makula, Tomasz Kaczmarczyk) |
| 2015                               | Mistrzostwa świata w akrobacji szybowcowej | Zbraslavice, Czechy                | Unlimited                          | 7                                  |                                                            |